# 布鲁诺·马代尔纳
布鲁诺·马代尔纳（義大利語：Bruno Maderna，1920年4月21日—1973年11月13日），意大利作曲家、指挥家，曾随马利皮耶罗学作曲，又随舍尔兴学指挥。长期在德国活动。1955年与贝里奥一同创办米兰电子音乐实验室（Studio di fonologia musicale di Radio Milano）。马代尔纳在先锋派作曲家中声望很高，指挥过不少现代作品。他逝世后，不少作曲家都写了纪念作品，其中包括布列兹的名作《纪念布鲁诺·马代尔纳的仪式》。
马代尔纳的创作有较强的现代主义特征，有时会使用一些电子音乐、磁带等的手段，但也有一定程度上的抒情性，代表作包括歌剧《许佩里翁》《萨蒂利孔》、多部协奏曲（尤其是三首双簧管协奏曲）等。